# Les Nourritures terrestres
Les Nourritures terrestres est une œuvre littéraire d'André Gide, publiée en 1897, évoquant le désir et l'éveil des sens,.

## Thèmes
Gide y développe le thème du rapport à la matière et aux éléments naturels, dans une ode à la fois lyrique et sensuelle.
À travers l'œuvre transparaît un enthousiasme quasi-extatique pour la vie, faisant du texte une sorte d'évangile de l'éveil des sens ; en effet, il semble que la sensualité y fasse presque office de profession de foi, voire de nouvelle religion, tant on y sent de ferveur et d'émotion, notamment pour la terre, les récoltes, les fruits, tout ce qui est charnel et charnu, tout ce qui peut être foulé, palpé, humé…
Le texte tout entier peut être considéré comme une véritable hymne à la libido sentiendi.
En filigrane, c'est aussi de sexualité qu'il s'agit, même si ce thème n'est pas vraiment évoqué de manière directe dans le livre. En ce sens, on peut interpréter l'œuvre comme une hyperbole sur le désir et sur l'érotisme, l'évocation des moissons et des « nourritures » ayant valeur de symbole du corps désiré.
C'est, avant tout, un livre sur le désir, sur la soif, les objets évoqués servant de prétexte à l'expression de ce désir, souvent inextinguible, irrépressible, débordant, qui parvient à magnifier, à transcender le monde tout entier.
Par certains aspects Les Nourritures rappellent parfois des textes bibliques, notamment le Cantique des Cantiques. On notera d'ailleurs l'importance de la culture chrétienne (au moins dans sa dimension strictement littéraire) dans l'œuvre de Gide (comme l'atteste le titre Si le grain ne meurt, par exemple).

## Un roman ou un poème?
Il ne s'agit pas à proprement parler d'un roman, mais plutôt d'un long poème en prose, où s'exprime une sensualité teintée de ferveur, de contact avec la nature.
La question du genre des Nourritures terrestres trouve sa réponse dans une esthétique de la diversité. Gide propose des structures hybrides, faites de formes poétiques désuètes (ballades, rondes), de fragments de journal intime, de cahiers de bord, de notes vagabondes. Malgré les éditions actuelles, il faut savoir que le manuscrit original prenait de grandes libertés sur le plan de la typographie, allant même jusqu'à ressembler aux futurs vers modernistes et autres calligrammes en vogue au début du XXe siècle. D'autre part, les éditeurs ont eu tendance à ramasser le texte et certains épisodes en vers sont aujourd'hui présentés en bloc comme de la prose.
L'aspect romanesque du livre se trouve dans la thématique du voyage, dans l'existence de personnages emblématiques et surtout dans la reconstruction d'une vie hédoniste qui transgresse la morale traditionnelle.

## Réception et postérité
Les Nourritures sont en quelque sorte le pendant joyeux et solaire du De Profundis d'Oscar Wilde, œuvre sombre où l'écrivain irlandais développait aussi, mais « en négatif », par l'absence et le manque, une forme de sensualité absolue qui cherche à s'affranchir du moralisme étriqué de l'époque victorienne, du conformisme et des conventions sociales. 
- Jean Guéhenno, très critique de l'égocentrisme gidien, s'en lamente :

« La jeunesse intellectuelle française devra guérir du gidisme pour retrouver le mouvement de l'histoire. Comprendra-t-elle qu'être jeune à la manière de Ménalque ou de Nathanaël, c'est être terriblement vieux ? Cette quête des plaisirs, cette jouissance minutieuse et appliquée suppose des rentes, un patrimoine, dénoncerait la fin d'une race. »
— Jean Guéhenno, Journal des années noires, 5 janvier 1944, Gallimard, 1947.
- Sartre :

« Tous les ouvrages de l'esprit contiennent en eux-mêmes l'image du lecteur auquel ils sont destinés. Je pourrais faire le portrait de Nathanaël d'après Les Nourritures terrestres : l'aliénation dont on l'invite à se libérer, je vois que c'est la famille, les biens immeubles qu'il possède ou possédera par héritage, le projet utilitaire, un moralisme appris, un théisme étroit ; je vois aussi qu'il a de la culture et des loisirs puisqu'il serait absurde de proposer Ménalque en exemple à un manœuvre, à un chômeur, à un Noir des États-Unis, je sais qu'il n'est menacé par aucun péril extérieur, ni par la faim, ni par la guerre, ni par l'oppression d'une classe ou d'une race ; l'unique péril qu'il court c'est d'être victime de son propre milieu, donc c'est un Blanc, un Aryen, un riche, l'héritier d'une grande famille bourgeoise qui vit à une époque relativement stable et facile encore, où l'idéologie de la classe possédante commence à peine de décliner : précisément ce Daniel de Fontanin que Roger Martin du Gard nous a présenté plus tard comme un admirateur enthousiaste d'André Gide. »
— Jean-Paul Sartre, Qu'est-ce que la littérature ?, Paris, Gallimard, 1948.
- Hervé Bazin :

« Familles, je vous hais ! disait Gide (qui pourtant en fit une). Disons plus simplement, à deux lettres près : Familles, je vous ai. »
— Hervé Bazin, Ce que je crois, Livre de Poche, Paris, 1977.
Le livre est dédié « À mon ami, Maurice Quillot ».

## Autre
Trois livres sont posés sur le bureau présidentiel et  apparaissent sur le portrait officiel d'Emmanuel Macron, président de la république française, dont les nourritures terrestres de Gide.

## Éditions
- En janvier 1896, dans la revue littéraire L'Ermitage, dirigée par Henri Mazel, paraissent des extraits des Nourritures sous le titre Récit de Ménalque.
- 1897, Le Mercure de France, in-12, 210 pages, tirage restreint.
- 1917, Gallimard, Collection Blanche[3].
- 1921, Gallimard, nouvelle édition courante revue et corrigée.
- 1927, éditions Claude Aveline, in-8, avec gravures sur bois de Louis Jou, tirage 650 exemplaires.
- 1928, NRF, édition dans la série In Octavo, n°6.
- 1930, Gallimard, in-4, avec 57 gravures de Démétrios Galanis, tirage 322 exemplaires.

Par la suite, les nombreuses autres éditions seront souvent conjointes avec Les Nouvelles Nourritures, paru en 1935.
- 1948, éditions du Grenier à sel, in-4, à l'occasion du cinquantenaire du titre, avec des lithographies originales d'André Marchand.
- 1950, éditions Le Rayon D'or, avec 12 aquarelles de Raoul Dufy, tirage 4000 exemplaires.
- 1958, collection Bibliothèque de la Pléiade, n°135. Romans–Récits et soties–Œuvres lyriques[4]. Nouvelle édition remaniée 2009.
- 1960, Gallimard, collection Soleil.
- 1964, Le Livre de poche, n°1258.
- 1972, Folio, n°117.